# Armalina
La armalina è un alcaloide  appartenente alla famiglia degli alcaloidi armalinici, presente nella ruta siriana (Peganum harmala) ed in altre piante.
È un inibitore della monoamino ossidasi A (MAO-A) reversibile.

## Tossicità
| Dati relativi alla tossicità acuta dell'armalina | Dati relativi alla tossicità acuta dell'armalina | Dati relativi alla tossicità acuta dell'armalina |
| ------------------------------------------------ | ------------------------------------------------ | ------------------------------------------------ |
| Nel topo                                         | LD50 dopo somministrazione sottocutanea          | 120 mg/kg.                                       |
| Nel coniglio                                     | LDLO dopo somministrazione endovenosa            | 20 mg/kg.                                        |
| Nel ratto                                        | LD50 dopo somministrazione endovenosa            | 120 mg/kg.                                       |